# Tato

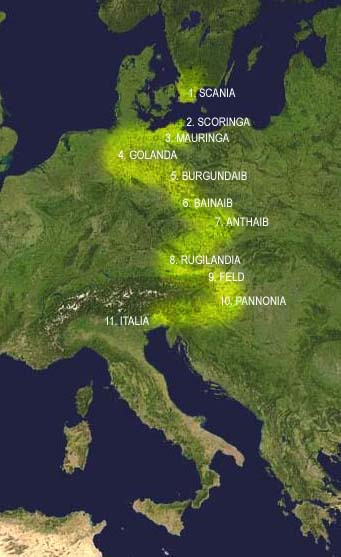
Germánský kmen Lanbobardů v průběhu 1. až 6. století migroval ze severu na jih. Na přelomu 5. a 6. století osídlili území jižní Moravy a středního Podunají.

Tato také Taton (5. století? – 510) byl na počátku 6. století sedmým langobardským králem a synem krále Claffa, šestého krále Langobardů.

## Život a působení
O jeho dětství a mládí není nic známo. Po otcově smrti, kolem roku 490, se stal králem Langobardů. V letech 505 až 508 vedl vleklé boje s nepřátelským kmenem Herulů. K bojům docházelo na území dnešní jižní Moravy a Vídeňské pánve. Nakonec se mu podařilo herulského krále Rodolfa v roce 508 zabít a Heruly z tohoto území vypudit. Zbylí Herulové se připojili k Langobardům a společně se na území Vídeňské pánve usadili. Tato měl dceru Rumetrudu a syna Hildiga či Risulfa.
V roce 510 byl zavražděn svým synovcem Wachem nebo jim najatým vrahem. Jeho syn Hildigis musel uprchnout ke kmeni Gepidů, kde žil v exilu a nakonec i zemřel.